# Wilhelm Pfeffer (Pädagoge)
Wilhelm Pfeffer (* 6. Juli 1937; † 31. Januar 1987 in Würzburg) war ein deutscher Theologe und Pädagoge. Er war Dozent für Sonderpädagogik an der Universität Würzburg.

## Leben
Wilhelm Pfeffer studierte an den Universitäten Mainz und Freiburg katholische Theologie und war nach Abschluss in der Gemeindeseelsorge tätig. Schwerpunkte seiner Tätigkeit waren Religionsunterricht an Grund-, Haupt,- und Berufsschulen sowie Erwachsenenbildung und Jugendarbeit. 1967 heiratete er und studierte an der Pädagogischen Hochschule in Freiburg im Breisgau für den Erwerb des Lehramtes an Grund- und Hauptschule. In dieser Zeit begann er seine Promotion bei Anton Vögtle in Freiburg über Theilhard de Chardin. Nach der praktischen Tätigkeit an einer Schule für Lernbehinderte nahm er an der Pädagogischen Hochschule in Reutlingen und an der Universität Tübingen das Studium der Sozialpädagogik auf. Anschließend wirkte er als Sonderschul- und Praktikumslehrer an einer Schule für Lernbehinderte in Reutlingen und war Lehrbeauftragter, Assistent im Fachbereich Sonderpädagogik mit dem Schwerpunkt Lernbehinderten- und Geistigbehindertenpädagogik. 1976 wechselte er an die Universität Würzburg, wo er als Oberstudienrat im Hochschuldienst mit Lehrangeboten in der Lernbehindertenpädagogik begann, sich aber zunehmend der Geistigbehindertenpädagogik zuwandte. Er arbeitete in vielen Gremien und Fortbildungseinrichtungen neben seiner Lehrtätigkeit an der Universität Würzburg und war bundesweit auf Lehrerfortbildungen und Kongressen tätig. Er habilitierte sich an der Universität Würzburg mit seiner Arbeit über Aufgaben und Förderung schwer geistig Behinderter. Seine Habilitation begleitete er mit seinem Projekt in einem Wohn- und Pflegeheim für Menschen mit geistiger Behinderung in Eisingen. „Ziel des Projektes war: 1. Möglichkeiten zur Förderung schwer geistig Behinderter zu suchen, 2. eine enge Verknüpfung von Erziehungspraxis und theoretisch-wissenschaftlicher Reflexion im Studium herzustellen und 3. durch eine entsprechende Dokumentation der Arbeit die Basis für eine abschließende wissenschaftliche Bearbeitung zu schaffen“.
Nach seiner Habilitation erhielt Pfeffer einen Ruf an die Freie Universität Berlin und einen an die Universität Dortmund. Er verstarb, ohne einen der Rufe annehmen zu können.

## Wirken
Die grundlegende Habilitationsschrift von Wilhelm Pfeffer hatte maßgebenden Einfluss auf die Pädagogik bei schwerer geistiger Behinderung in Deutschland. Schriften von Barbara Fornefeld und Ursula Stinkes beziehen sich deutlich auf die in Pfeffers Habilitation in das Thema einbezogene Leibphänomenologie. Mehrere Förderschulen sind nach ihm benannt.

## Schriften (Auswahl)
- Christus-Omega : neutestamentl.-exeget. Unters. zur Christologie u. Anthropologie von Pierre Teilhard de Chardin. Frankfurt am Main, Bern, Las Vegas: Lang 1977.[5]
- Aspekte eines Handlungsorientierten pädagogischen Begriffs von Behinderung. In: H.P. Schmidtke (Hrsg.): Sonderpädagogik und Sozialpädagogik. Heidelberg 1982. S. 60–70.
- Die Bedeutung des Selbstseins im Unterricht mit geistig Behinderten. In: Geistige Behinderung 21/1982, S. 237–249.
- Die pädagogische Dimension des Begriffs "schwerste geistige Behinderung". In: Behindertenpädagogik 21/1982, S. 122–135.
- Die Förderung schwerst geistig Behinderter auf der Grundlage der Entwicklung der sensomotorischen Intelligenz. In: Zeitschrift für Heilpädagogik 34/1983, S. 357–363.
- Geistigbehindertenpädagogik: Sonderpädagogisches 'Reservat' oder Pädagogik? Zum Problem der Konvergenz von Pädagogik und Pädagogik der geistig Behinderten. In: Kobi, E.E., Bürli, A., Broch, E. (Hrsg.): Zum Verhältnis von Pädagogik und Sonderpädagogik. Luzern: 1984. S. 102–107.
- Handlungstheoretisch orientierte Beschreibung geistiger Behinderung. In: Geistige Behinderung 2/1984, S. 100–111.
- Förderung schwer geistig Behinderter. Ein Grundlegung. Würzburg: Edition Bentheim 1988.[6]